# ミツデヘラシダ
ミツデヘラシダ（三手篦羊歯、学名：Microsorum pteropus）とは、ウラボシ科ヌカボシクリハラン属のシダの一種。園芸やアクアリウムの世界では、「ミクロソリム」、「ミクロソラム」、「ミクロソリウム」とも呼ばれる。
東南アジアに分布。日本では石垣島、西表島など南西諸島の限られた地域に自生している。熱帯や亜熱帯の川沿いにある岩壁などに着生し生活する半水生の着生植物である。アクアリウムの世界でミクロソリウムといえば、通常は本種か本種を基にした改良種を指す。

## 栽培
アクアリウム用に流通しているものは東南アジア産の栽培個体がほとんどである。主に石や流木に輪ゴムや木綿糸を使用してくくり付け、活着させて栽培する。一般に丈夫な初心者向けの水草として紹介されるが、原産地では比較的冷涼な河川の上流域に自生するため夏場の高水温（28～30℃以上）には弱く、水温が高い状態が続くと黒ずんで溶けてしまうことがあり、接触し合うことで伝染もする。また、根腐れや水生シダ病にかかりやすいなど神経質な面をもつ。本来が水辺の着生植物であるため、砂や土に直接植え込むと上手く育たないことも多い、また、沈水性（完全に水中生活をしている）の水草ではないので、陸上での栽培も可能である。陸上で栽培する際は根が常に湿っている、水に浸かっているという状態でないと上手く育たない。また、乾燥に弱いため、気中の湿度も高めに保つ必要がある。特に水中葉から水上葉に移行する際の湿度管理には注意が必要である。
獅子葉（葉の先端が細かく枝分かれする突然変異）を固定した「ウィンデローブ」(Windelov)や、欧州の水草業者が作出した、葉の側面から突起が出てギザギザした感じになる「トロピカ」(Tropica）などの品種が流通している。

## 保全状態
- 準絶滅危惧（NT）（環境省レッドリスト）

日本の個体群は自生地が極めて限定的であり、種の分布域の北限に分布し、学術的な価値が高いといった理由から、沖縄県では準絶滅危惧種としてレッドリストに記載され、保護されている。